# Nesrin Hanim
Nesrin Hanim (turco ottomano: نسرین خانم, lett. "rosa canina"; Georgia, 1826 – Istanbul, 2 gennaio 1853) è stata una nobile georgiana, consorte del sultano ottomano Abdülmecid I.

## Biografia

### Origini
Nesrin Hanim nacque in Georgia nel 1826, figlia del nobile Manuçar Bey Asemiani e di sua moglie Mahra Hanim. Mandata a Istanbul alla corte ottomana da bambina, venne educata lì. 

### Consorte imperiale
Nel 1842 Bezmiâlem Sultan, madre e Valide Sultan del sultano Abdülmecid I, la scelse perché divenisse una delle consorti del figlio. Le venne dato prima il rango di "Terza Ikbal" e poi, più tardi, di "Seconda Ikbal".  
Diede al sultano tre figli e una figlia, di cui solo questa sopravvisse. 

### Morte
Nesrin Hanim morì il 2 gennaio 1853 a causa della tubercolosi, a cui si sommò il dolore di aver perso neonati i suoi due figli gemelli, oltre al primogenito, morto alcuni anni prima. La sua figlia sopravvissuta venne adottata da un'altra consorte del Sultano, Şayan Kadın, che non aveva avuto figli. Venne sepolta nella Yeni Cami. 

## Discendenza
Da Abdülmecid I, Nesrin ebbe tre figli e una figlia:
- Şehzade Mehmed Ziyaeddin (22 aprile 1842 - 27 aprile 1845). Sepolto nella Yeni Cami.
- Behice Sultan (6 agosto 1848 - 30 novembre 1876). Dopo la morte di sua madre venne adottata da Şayan Kadin. Sposò Paşazade Halil Hamid Bey ma morì di tubercolosi appena quattordici giorni dopo il matrimonio.
- Şehzade Mehmed Bahaeddin (24 giugno 1850 - 9 novembre 1852). Gemello di Şehzade Nizameddin. Al momento della sua nascita suo padre era in Anatolia e la notizia gli fu comunicata da sua madre, Bezmiâlem Sultan. Sepolto nella Yeni Cami.
- Şehzade Mehmed Nizameddin (24 giugno 1850 - 1852). Gemello di Şehzade Bahaeddin. Al momento della sua nascita suo padre era in Anatolia e la notizia gli fu comunicata da sua madre, Bezmiâlem Sultan. Sepolto nella Yeni Cami.

## Cultura popolare
- Nesrin è un personaggio del  romanzo storico del 2009 di Hıfzı Topuz Abdülmecit: İmparatorluk Çökerken Sarayda 22 Yıl: Roman.